# Rhodococcus
Rhodococcus je rod bakterií, do kterého spadá asi 37 druhů. Jedná se o grampozitivní bakterie, které mohou mít tvar tyčinek i koků. Většina Rhodokoků se vyskytuje u zvířat a vzácně dochází k přenosu na člověka. Významným patogenem jsou zejména pro pacienty s rozvinutým AIDS. Hlavním zástupcem je Rhodococcus equi, který se často vyskytuje u koní. U imunosuprimovaných osob vyvolává často pneumonie. Faktorem virulence je jeho pouzdro a enzym cholesteroloxidáza, která lyzuje buněčné membrány.